# سبايدرمان 2: إنتر إلكترو
سبايدرمان 2: إنتر إلكترو (بالإنجليزية Spider-Man 2: Enter Electro) هي لعبة فيديو من إنتاج شركة أكتيفجن وطورت بواسطة شركة فكيريوس فيجينز وتم طرحها في الأسواق لأول مره في 19 أكتوبر 2001 . وهي الجزء الثاني للعبة سبايدرمان (لعبة فيديو 2000).

## إنظر أيضا
- سبايدرمان (لعبة فيديو 2000)

## روابط خارجية
- سبايدرمان 2: إنتر إلكترو على موبي غيمز
- سبايدرمان 2: إنتر إلكترو على موقع IMDb (الإنجليزية)